# Chiesa di San Domenico (Andria)
La chiesa di San Domenico è una chiesa di Andria in provincia di Barletta-Andria-Trani.

## Storia

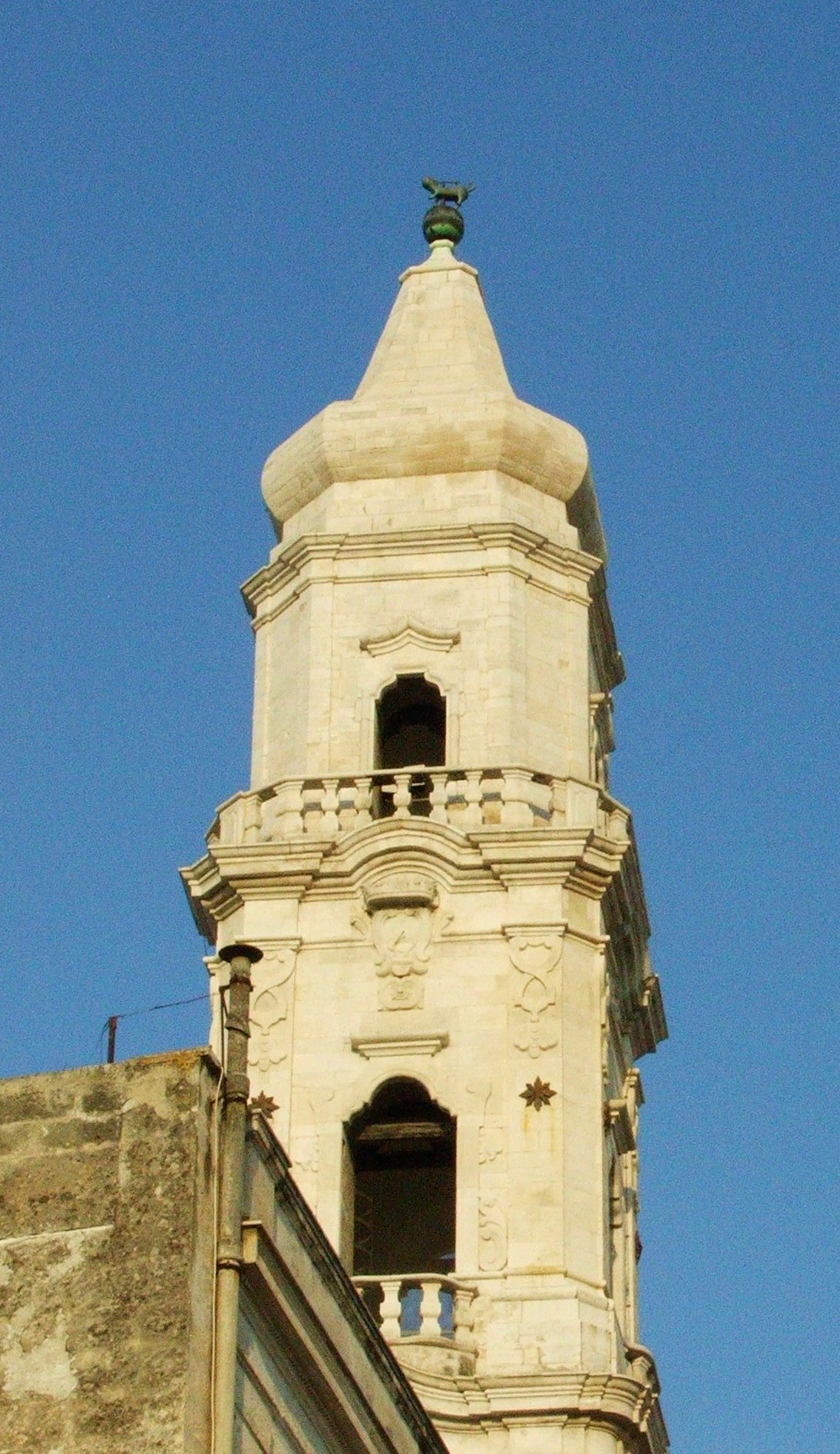
Campanile barocco

La chiesa e l'annesso convento in stile gotico furono fatti costruire nel 1398 da donna Sveva Orsini, vedova del duca di Andria Francesco I del Balzo. La chiesa fu intitolata alla Madonna dell'Umiltà e fu affidata in custodia ai padri domenicani. Il convento nacque in seguito alla donazione di un giardino di donna Sveva Orsini ai domenicani.
Nel 1510 fu costruito il portale della chiesa in stile rinascimentale.
Nel 1769 venne completato il campanile di pietra in stile barocco.
Nel 1809 il convento fu utilizzato come carcere.

## Architettura

### Esterno
L'impianto gotico della chiesa è stato rimaneggiato nel corso dei secoli. Una scalinata in pietra conduce alla facciata che ha un prospetto semplice e presenta un portale d'ingresso rinascimentale del 1510. Sull'architrave del portale vi è una conchiglia all'interno della quale è scolpita la Vergine con il Bambino Gesù sulle ginocchia. Tre cornici addobbano l'architrave con la presenza di quattro teste di serafini. Due capitelli ai lati inquadrano la porta. Sulla base dei pilastri sono scolpiti in pietra dei bassorilievi. Sono raffigurati Dio che guarda Adamo su di uno e sull'altro Adamo ed Eva vicini all'albero del peccato.

### Interno
L'interno è a una sola navata e vi si possono scorgere cinque altari di marmo. Gli altari prima dell'Ottocento erano tredici. Nella sacrestia è conservato il corpo del Duca Francesco II del Balzo. Sopra la sua tomba vi era il busto di marmo bianco raffigurante lo stesso duca in abito di terziario domenicano (ora al Museo diocessano) attribuito alternativamente dagli studiosi agli scultori Domenico Gagini o a Francesco Laurana.

### Campanile
Il campanile è in stile barocco ed è alto 43 metri.